# Élections municipales québécoises de 1966
Les élections municipales québécoises de 1966 sont les scrutins tenus le 23 octobre 1966 dans certaines municipalités du Québec. Elles permettent de déterminer les maires et/ou les conseillers de ces municipalités.
Les élections ont notamment lieu à Montréal.